# Antonio Alcubilla Pérez
Antonio Alcubilla Pérez (Toledo, 7 de desembre de 1896 - ?, ?) fou un militar espanyol, Capità general de les Illes Balears i director general de la Guàrdia Civil durant el franquisme.
Ingressà a l'Acadèmia d'Infanteria de Toledo en 1911 i en 1914 ascendí a subtinent. Fou company de promoció, entre d'altres, de Vicent Rojo Lluch, Luis Barceló Jové, Ramón Franco Bahamonde, Juan Bautista Sánchez González, Pablo Martín Alonso, Carlos Asensio Cabanillas i Carlos Fina de Caralt. Ascendí a tinent en 1916 i a capità en 1920. Fou destinat a la Legió Espanyola durant la guerra del Rif, i en 1922 fou ascendit a comandant per mèrits de guerra. Tot i que l'ascens fou anul·lat en 1933, en 1935 era tinent coronel i fou destinat al Batalló de Muntanya de Girona, on era enllaç de la Unión Militar Española i fou l'encarregat d'organitzar a terres gironines el cop d'estat del 18 de juliol de 1936. Fracassat el cop, fou detingut i jutjat a l'Audiència de Girona l'octubre de 1936, on fou condemnat per rebel·lió militar. Fou confinat al vaixell Uruguay, però en novembre de 1936 fou traslladat al manicomi de Sant Boi del Llobregat i en 1937 fou bescanviat per un militar republicà. Incorporat a l'exèrcit franquista, fou destinat al Nord i participà en la batalla de l'Ebre, per la que fou condecorat amb la Medalla militar individual.
En 1941 ascendí a general de divisió; en 1949 fou nomenat director general de serveis en el Ministeri de l'Exèrcit, i en 1952 fou breument Capità general de les Illes Balears fins que ascendí a tinent general i fou nomenat capità general de la VI Regió Militar en novembre de 1952. En 1955 deixà la capitania quan fou nomenat Cap d'Estat Major de l'Exèrcit de Terra fins 1959, quan fou nomenat director general de la Guàrdia Civil. Ocupà el càrrec fins a desembre de 1962. En 1966 passà a la reserva. Va morir durant la transició espanyola.